# Маргонська-Весь
Маргонська-Весь (пол. Margońska Wieś, нім. Margoninsdorf) — село в Польщі, у гміні Маргонін Ходзезького повіту Великопольського воєводства.
Населення — 284 особи (2011).
У 1975-1998 роках село належало до Пільського воєводства.

## Демографія
Демографічна структура станом на 31 березня 2011 року:
|          | Загалом | Допрацездатний вік | Працездатний вік | Постпрацездатний вік |
| -------- | ------- | ------------------ | ---------------- | -------------------- |
| Чоловіки | 150     | 38                 | 102              | 10                   |
| Жінки    | 134     | 29                 | 88               | 17                   |
| Разом    | 284     | 67                 | 190              | 27                   |